# Nasonovia pilosellae
Nasonovia pilosellae är en insektsart som först beskrevs av Carl Julius Bernhard Börner 1933.  Nasonovia pilosellae ingår i släktet Nasonovia och familjen långrörsbladlöss. Arten är reproducerande i Sverige. Inga underarter finns listade i Catalogue of Life.